# União dos Escritores Angolanos
A União dos Escritores Angolanos (UEA) és una associació, amb personalitat jurídica, constituïda per escriptors angolesos.

## Impacte cultural a Angola
Degut a l'existència d'un partit únic a Angola, l'espai literari angolès era molt limitat per a aquells que vivien enmig de les guerres internes del partit i de la necessitat de reestructurar la literatura a Angola. Va ser en aquest context quan va sorgir la UEA, creant un entorn on hi havia una autonomia relativa en relació amb el control de l'Estat, que es constituïa com una associació veritablement independent de producció i publicació literària.
A causa d'aquest estatut independent, la UEA va tenir un paper decisiu en el desenvolupament cultural a Angola, després d'haver dirigit l'esforç de reestructuració al camp de la literatura, convertint-se en una organització dirigida per intel·lectuals que legítimament representen la gran majoria dels escriptors d'Angola, mentre defensa els interessos de la revolució. Va ser, doncs, una contradicció en la qual coexistí el control polític i l'autonomia literària, impedint de certa manera la instrumentalització política dels escriptors i la literatura a Angola.

## La proclamació
La UEA va ser proclamada el 10 de desembre de 1975, en una sessió a la qual va assistir el president Agostinho Neto, qui va pronunciar un discurs programàtic on va reflexionar sobre la dimensió cultural d'Angola.
Entre els presents hi havia escriptors com Luandino Vieira, Arnaldo Santos, António Jacinto, António Cardoso, Jofre Rocha, Fernando Costa Andrade “Ndunduma” i Aires de Almeida Santos
El seu primer president de l'assemblea general fou Agostinho Neto. El seu primer secretari general fou Luandino Vieira.

## Objectiu de l'UEA
Entre els objectiu de l'UEA destaquen:
- Promoure la defensa de la cultura angolesa com a patrimoni de la Nació;
- Fomentar el treball per aprofundir l'estudi de les tradicions culturals del poble angolès;
- Estimular la creació literària dels seus membres, és a dir, proporcionar-los condicions favorables per al seu treball intel·lectual i per a la difusió de les seves obres;
- Fomentar la revelació de nous escriptors, guiar els seus esforços i donar-los el suport necessari;
- Reforçar els vincles amb la literatura i les arts d'altres pobles africans.